# Morti nel 1058
| Questa pagina contiene informazioni ricavate automaticamente dalle voci biografiche con l'ausilio del template Bio e di un bot. L'aggiornamento è periodico e automatico e ricostruisce completamente la pagina. Se manca una persona in questa lista, sei pregato di non aggiungerla, ma accertati piuttosto che la sua voce biografica contenga il template Bio e che i dati anagrafici siano correttamente compilati. Se il template Bio manca, inseriscilo tu stesso o, in alternativa, metti l'avviso {{tmp\|Bio}} che ne segnala la mancanza. Se i dati riportati sono sbagliati, correggi direttamente la voce biografica; le modifiche saranno visibili in questa lista entro pochi giorni. Per chiarimenti vedi il progetto biografie. La lista contiene solo le 14 persone che sono citate nell'enciclopedia e per le quali è stato implementato correttamente il template Bio. Pagina aggiornata al 13 gen 2025. |

- 1º marzo - Ermesinda di Carcassonne, regina
- 17 marzo - Lulach di Scozia, re scozzese (n. 1032)
- 29 marzo - Papa Stefano IX, papa, abate e cardinale tedesco
- 4 giugno - Alano Canhiart, conte
- 2 agosto - Giuditta di Schweinfurt, nobile boema (n. 1003)
- 28 novembre - Casimiro I di Polonia, sovrano polacco (n. 1016)
- Al-Mawardi, giurista, sociologo e politologo arabo (n. 972)
- Centullo IV di Béarn, nobile francese
- Gregorio II dei conti di Tuscolo, nobile italiano
- Guglielmo VII di Aquitania, duca (n. 1023)
- İbrahim Yinal
- Al-Ma'arri, poeta e letterato arabo (n. 973)
- Mariano I Salusio I
- Ilduara Menéndez, nobile spagnola